# Cattedrale di Cabanatuan
La cattedrale di San Nicola da Tolentino (in filippino: Katedral ni San Nikolas ng Tolentino), conosciuta anche come Cattedrale di Cabanatuan, è il principale luogo di culto della città di Cabanatuan, Nueva Ecija, in Filippine, sede vescovile dell'omonima diocesi.